# Alfred Remigius Weber
Alfred Remigius Weber-Oeri (* 5. April 1913 in Basel; † 29. Januar 2006 ebenda) war ein Schweizer Bankmanager und Lokalhistoriker.

## Biografie
Alfred R. Weber begann seine Bankerlaufbahn als Lehrling beim Schweizerischen Bankverein (SBV) in Basel. Später war er u. a. für die Betreuung der SBV-Kunstsammlung verantwortlich. Zuletzt war er bis zu seiner Pensionierung 1978 Vizedirektor beim SBV. Weber schrieb zahlreiche Artikel über die Geschichte des Bankwesens im Allgemeinen und des Bankvereins im Speziellen, die auch in der Hauszeitschrift des Bankvereins unter dem Namen «Remigius» erschienen sind.
In der Freizeit setzte sich Weber mit der Basler Geschichte auseinander und nahm mehrere Funktionen in historischen Gesellschaften wahr. Er wurde 1933 in die Safran-Zunft Basel aufgenommen und war von 1980 bis 1986 deren Statthalter. Zudem war er ein Meister der «Andreas-Bruderschaft». Von 1938 bis 1954 war er für den Heimatschutz Basel und von 1961 bis 1968 für die «Freiwillige Basler Denkmalpflege» tätig. 1948 trat er der Historischen und Antiquarischen Gesellschaft zu Basel bei. Seit 1958 gehörte er deren Vorstand an. Gemeinsam mit Max Burckhardt und Edgar Bonjour wurde er 1990 zum Ehrenmitglied ernannt. 1949 trat er in den Verein für das Historische Museum Basel ein, wo er von 1964 bis 1967 Präsident war. Von 1962 bis 1969 war er Präsident der «Kommission für die Archäologische Bodenforschung Basel-Stadt».
Weber verfasste fast vierzig Publikationen und unterhielt ein privates Archiv zur Basler Geschichte. Die Philosophisch-Historische Fakultät der Universität Basel verlieh Weber für seine Verdienste um die Erforschung der Geschichte Basels 1980 die Ehrendoktorwürde.